# Milionia completa
Milionia completa là một loài bướm đêm trong họ Geometridae.